# 熱帶風暴海貝思 (2014年)
| 太平洋颱風季             |
| 主題頁 - 專題 - 編輯指南 |

熱帶風暴海貝思（英語：Tropical Storm Hagibis，國際編號：1407，聯合颱風警報中心：WP072014）為2014年太平洋颱風季第七個被命名的風暴。「海貝思」（Hagibis）一名是由菲律賓提供，是「快捷」的意思。

## 發展過程
2014年6月11日，一個低壓區在海南島東南方海面上生成。中午12時，美國海軍研究實驗室給予擾動編號95W。6月12日，聯合颱風警報中心對其在24小時內形成為熱帶氣旋的機會給予「LOW」的評級。6月13日上午9時，日本氣象廳將其升格為熱帶低氣壓，當時其中心氣壓已經是998百帕斯卡。晚上9時，日本氣象廳對其發出烈風警報。
6月14日凌晨3時，聯合颱風警報中心對該系統評級提升為「MEDIUM」。早上8時，中國中央氣象台將其升格為熱帶低壓。香港天文台則在早上8時45分表示「一個熱帶低氣壓似乎在形成中」，並於上午9時45分將其升格為熱帶低氣壓。上午10時，聯合颱風警報中心對其評級提升為「HIGH」，並同時發佈熱帶氣旋形成警報。下午2時，聯合颱風警報中心直接將其升格為熱帶風暴，並給予編號07W；同时中國中央气象台亦将其升格为热带风暴。日本氣象廳亦有緊隨，在下午3時將其升格為熱帶風暴，並命名為海貝思。下午5時45分，香港天文台亦將其升格為熱帶風暴。由於陷入副熱帶高壓脊、中國內陸高壓區及赤道反氣旋形成的鞍型氣壓場中，海貝思移動緩慢及不規則，向東北偏北移動後一度採取偏西北路徑。
6月15日，海貝思開始穩定向北移動，時速10公里。下午4時50分，中央气象台表示海貝思於廣東省汕頭市潮南區井都鎮登陸。晚上8时，中央气象台将其降格为热带低气压。晚上9時，聯合颱風警報中心對其發出最後警報。晚上9時半，香港天文台將其降格為熱帶低氣壓。6月16日凌晨2時，日本氣象廳將其降格為熱帶低氣壓。上午9時15分，香港天文台將其降格為低壓區。隨著海貝思進入西風帶，海貝思改向偏東北移動，並明顯加速至超過每小時30公里。
雖然海貝思在登陸後有所減弱，但是仍未消散，反而在福建省福州市連江縣出海，隨後更重新增強。6月17日凌晨5時，聯合颱風警報中心再度將海貝思升格為熱帶低氣壓，並重新發出警報。海貝思移至東海後加速向東北偏東移 動，橫過日本鹿兒島縣奄美大島與吐噶喇列島之間的海域，移向日本以南海域。日本氣象廳和中央气象台分別於下午12時35分及下午2时把海貝思再度升格為熱帶風暴。下午4時15分，香港天文台亦罕有地將其殘餘低壓區重新升格為熱帶低氣壓，表示「海貝思的殘餘昨日（6月16日）橫過中國東南沿岸，今日（6月17日）進入東海後再度增強為熱帶低氣壓。」海貝思進一步加速移動，移動速度達每小時50公里。
受到冷空氣入侵，海貝思在6月18日逐漸轉化為溫帶氣旋。日本氣象廳、中央氣象台及香港天文台分別在凌晨3時、5時及早上6時05分，表示海貝思已轉化為溫帶氣旋。上午9時，聯合颱風警報中心亦再次對其發出最後警報。但海貝思在轉化後，連續5日維持強度，並繼續向東北至東北偏東長驅直進，移至國際日期變更線附近一帶，直至6月23日才真正減弱消散。

## 影響

### 臺灣
當地發出之最高熱帶氣旋警特報：海上颱風警報
| 彭佳嶼 · 14.9 m/s板橋 · －鞍部 · 5.8 m/s竹子湖 · 1.1 m/s淡水 · 3 m/s基隆 · 3.9 m/s臺北 · 2 m/s新屋 · －新竹 · 1.7 m/s宜蘭 · 2.8 m/s蘇澳 · 5 m/s花蓮 · 6.8 m/s成功（新港） · 5.1 m/s臺東 · 2.3 m/s大武 · 3.2 m/s蘭嶼 · 10.1 m/s臺中 · 1.9 m/s梧棲 · 4.6 m/s日月潭 · 2.3 m/s阿里山 · 2 m/s嘉義 · 4.1 m/s玉山 · 15.2 m/s臺南 · 6 m/s高雄 · 5.9 m/s恆春 · 3.4 m/s澎湖 · 5.5 m/s東吉島 · 11.4 m/s金門 · 5 m/s馬祖 · 4.3 m/sclass=notpageimage\| 中華民國交通部中央氣象署署屬氣象測站測得最大持續風力。圖例： · 無數據 · 測得5級風或以下 · 測得6至7級風 | 彭佳嶼 · 19.6 m/s板橋 · －鞍部 · 11.4 m/s竹子湖 · 5.4 m/s淡水 · 6 m/s基隆 · 8.1 m/s臺北 · 5.6 m/s新屋 · －新竹 · 4.7 m/s宜蘭 · 5.1 m/s蘇澳 · 13.6 m/s花蓮 · 10.8 m/s成功（新港） · 10.7 m/s臺東 · 6.9 m/s大武 · 6.1 m/s蘭嶼 · 19.4 m/s臺中 · 5 m/s梧棲 · 7.6 m/s日月潭 · 4.3 m/s阿里山 · 5.8 m/s嘉義 · 9.5 m/s玉山 · 21.9 m/s臺南 · 12.4 m/s高雄 · 14.7 m/s恆春 · 9.5 m/s澎湖 · 11.7 m/s東吉島 · 19.3 m/s金門 · 12.7 m/s馬祖 · 10.7 m/sclass=notpageimage\| 中華民國交通部中央氣象署署屬氣象測站測得最大陣風。圖例： · 無數據 · 測得5級風或以下 · 測得6至7級風 · 測得8至9級風 |

6月13日下午4時，中央氣象局對當時為熱帶性低氣壓強度的哈吉貝發布熱帶性低氣壓特報。由於路徑偏西，遂於6月14日上半天解除。隨著哈吉貝的緩慢北移，中央氣象局於6月14日晚上11時30分針對台灣海峽南部發布海上颱風警報。翌日（15日）哈吉貝登陸廣東東部，中央氣象局於下午5時30分解除所有颱風警報。然而進入中國大陸後，哈吉貝轉向東北移動，影響金馬地區，中央氣象局於6月16日下午3時40分再度發布熱帶性低氣壓特報，並於哈吉貝出海遠離後解除。

### 香港
當地發出之最高熱帶氣旋警告信號： 一號戒備信號
海貝思在6月14日上午9時45分於香港之東南約380公里增強為熱帶低氣壓，天文台在上午10時10分發出「特別天氣提示」，表示由於海貝思的強風範圍集中在系統東面及南面，除非海貝思採取偏西路徑，否則香港風力不會顯著增強，當日日間發出熱帶氣旋警告信號機會不大。受到其下沉氣流及中國內陸高壓脊帶來的大陸氣流共同影響，香港當日日間天氣酷熱，天文台總部錄得攝氏33.5度高溫，普遍地區氣溫達攝氏35度，黃大仙更逼近攝氏36度。天文台在下午12時20分發出酷熱天氣警告，至下午5時45分取消。由於海貝思在下午有所增強，黃昏開始更向偏西北方移動，天文台在下午5時40分發出一號戒備信號，當時海貝思集結在香港之東南偏東約310公里，增強為熱帶風暴。天文台在下午5時45分表示，由於香港在晚間會吹偏北風，地形屏蔽下香港風力不會顯著增強，除非海貝思採取更偏西移動路徑，否則晚間發出三號強風信號機會不大。入夜後海貝思在香港之東南偏東約290公里停滯不前，境內風勢維持和緩，未有明顯增強。
海貝思在6月15日凌晨恢復北移，天文台在早上6時45分表示，預計海貝思會在香港以東約250公里掠過，除非海貝思向更偏西方向移動，否則當日發出三號信號機會不大；但預料當日會受海貝思的外圍雨帶影響，海面亦會有湧浪。天文台在上午9時45分表示，一號信號會在上午維持。海貝思在上午9時最接近香港，在香港以東約260公里掠過。天文台在上午11時45分表示，海貝思有跡象開始減弱，當海貝思對香港威脅解除時，天文台會取消所有熱帶氣旋警告信號。天文台在下午1時20分取消所有熱帶氣旋警告信號，當時海貝思集結在香港之東北偏東約265公里。當日香港多雲及有狂風驟雨，多處錄得10毫米雨量。
海貝思襲港期間為香港帶來湧浪及大浪，並導致3人受傷。2人於6月14日在鹹田灣沙灘遭大浪捲走遇溺，其後獲救。6人在西貢海面進行獨木舟活動時曾一度失蹤，其後被尋回，當中1人受傷。

### 澳門
澳門氣象局在6月14日晚上表示，按照現時熱帶風暴海貝思的移動路徑，氣象局懸掛一號風球的機會不大。而在6月15日早上6時表示，按現時熱帶風暴海貝思的路線，短時間對澳門影響不大，預料今天日間發出1號戒備信號的機會不大，但零散的雨帶將帶來驟雨。同日早上9時，熱帶風暴海貝思集結在澳門以東大約320公里，是距離澳門最接近之位置，在早上9-11時內港一帶出現海水倒灌。期間，友誼大橋南峰一分鐘平均風力在早上9:18分只錄得24.1km/h。在中午1時，熱帶風暴海貝思集結在澳門東北偏東大約325公里，預料今晚至明日凌晨會在廣東汕頭一帶登陸按照現時熱帶風暴海貝思的移動路徑，氣象局預計懸掛一號風球的機會不大，由於受到海貝思外圍環流影響，預測今日天氣是大致多雲，有幾陣驟雨。

### 中国大陆
當地最高熱帶氣旋警告信號： 颱風黃色預警信號
6月14日下午6時，中央氣象台發佈颱風藍色預警信號。
6月15日早上6時，中央氣象台發出颱風黃色預警信號，但只維持4小時，便於上午10時改發颱風藍色預警信號。下午4時50分，海貝思在廣東省汕頭市濠江區河浦鎮沿海登陸。晚上11時，中央氣象台對其停止編號。
6月16日早上6時，中央氣象台解除颱風藍色預警信號。

#### 廣東
海貝思登陸處汕頭全市51個氣象觀測站及自動站中，有32個站錄得100毫米以上雨量。其中，汕頭觀測站錄得降雨量141.2毫米，潮陽觀測站127.8毫米，澄海觀測站208毫米，南澳觀測站279.3毫米。全市最大降水出現在潮南雷嶺鎮，錄得404.7毫米。
- 颱風白色預警信號:惠東、梅州、梅縣、蕉嶺、平遠、五華、興寧、龍川、紫金、深圳、惠陽

#### 福建
全省最高熱帶氣旋警告信號： 颱風藍色預警信號
6月14日下午3時38分，福建省氣象台發佈颱風藍色預警信號。
地方級最高預警：
- 颱風藍色預警信號：泉州、漳州、廈門、莆田 (包括：惠安、雲霄、龍海、漳浦、東山、秀嶼)

## 熱帶氣旋信號使用紀錄

### 臺灣
| 交通部中央氣象局 天氣特報 | 交通部中央氣象局 天氣特報 | 交通部中央氣象局 天氣特報 |
| ------------------------- | ------------------------- | ------------------------- |
| 上一熱帶氣旋              | 熱帶性低氣壓特報          | 下一熱帶氣旋              |
| 輕度颱風米塔              | 熱帶性低氣壓特報          | 強烈颱風梅莎              |
| 交通部中央氣象局 颱風警報 |                           |                           |
| 中度颱風菲特              | 海上颱風警報              | 中度颱風麥德姆            |

### 香港
| 香港天文台 熱帶氣旋警告信號 | 香港天文台 熱帶氣旋警告信號 | 香港天文台 熱帶氣旋警告信號 |
| --------------------------- | --------------------------- | --------------------------- |
| 上一熱帶氣旋                | 一號戒備信號                | 下一熱帶氣旋                |
| 強颱風羅莎                  | 一號戒備信號                | 超強颱風威馬遜              |

### 中国
| 國家氣象中心 颱風預警信號 | 國家氣象中心 颱風預警信號 | 國家氣象中心 颱風預警信號 |
| ------------------------- | ------------------------- | ------------------------- |
| 上一熱帶氣旋              | 颱風藍色預警信號          | 下一熱帶氣旋              |
| 超強颱風海燕              | 颱風藍色預警信號          | 超強颱風浣熊              |
| 超強颱風海燕              | 颱風黃色預警信號          | 強颱風威馬遜              |

## 外部連結
- （日語）日本氣象廳首頁 （页面存档备份，存于）
- （英文）聯合颱風警報中心首頁 （页面存档备份，存于）
- （简体中文）中央氣象台首頁
- （繁體中文）中央氣象局首頁 （页面存档备份，存于）
- （繁體中文）香港天文台首頁 （页面存档备份，存于）
- （繁體中文）澳門地球物理暨氣象局首頁 （页面存档备份，存于）
- （英文）菲律賓大氣地球物理和天文管理局首頁 （页面存档备份，存于）